# Liste des districts dans le borough londonien de Bexley
Ceci est une liste des districts du Borough londonien de Bexley.
Les zones du code postal de Bexley sont BR, DA, et SE.

## District

Bexley dans le Grand Londres

| Ville/district/village | Ville postale        | Zone du code postal | Notes                                     |
| ---------------------- | -------------------- | ------------------- | ----------------------------------------- |
| Albany Park            | BEXLEY, SIDCUP       | DA                  |                                           |
| Barnehurst             | BEXLEYHEATH          | DA                  |                                           |
| Barnes Cray            | DARTFORD             | DA                  |                                           |
| Belvedere              | BELVEDERE            | DA                  |                                           |
| Bexley                 | BEXLEY               | DA                  | Aussi appelé Old Bexley or Bexley Village |
| Bexleyheath            | BEXLEYHEATH, LONDRES | DA                  |                                           |
| Blackfen               | SIDCUP               | DA                  |                                           |
| Crayford               | DARTFORD             | DA                  |                                           |
| Crook Log              |                      |                     |                                           |
| Crossness              |                      |                     |                                           |
| East Wickham           | WELLING              | DA                  |                                           |
| Erith                  | ERITH                | DA                  |                                           |
| Falconwood             | LONDRES, WELLING     | SE, DA              | Aussi en partie à Greenwich               |
| Foots Cray             | SIDCUP               | DA                  |                                           |
| Lamorbey               | SIDCUP               | DA                  |                                           |
| Lessness Heath         | BELVEDERE            | DA                  |                                           |
| Longlands              | SIDCUP, LONDRES      | DA, SE              | Aussi en partie à Bromley and Greenwich   |
| North Cray             | SIDCUP               | DA                  |                                           |
| North End              | ERITH                | DA                  |                                           |
| Northumberland Heath   | ERITH                | DA                  |                                           |
| Ruxley                 | SIDCUP, ORPINGTON    | DA, BR              | Aussi en partie à Bromley                 |
| Sidcup                 | SIDCUP, LONDRES      | DA, SE              |                                           |
| Slade Green            | ERITH                | DA                  |                                           |
| Thamesmead East        | LONDRES, ERITH       | SE, DA              | Aussi en partie à Greenwich               |
| Upton                  | BEXLEYHEATH          | DA                  |                                           |
| Welling                | WELLING              | DA                  |                                           |
| West Heath             | LONDRES              | SE                  |                                           |

## Référence
- (en) Cet article est partiellement ou en totalité issu de l’article de Wikipédia en anglais intitulé « List of districts in the London Borough of Bexley » (voir la liste des auteurs).